# Pete Lovely Volkswagen Inc.
Pete Lovely Volkswagen Inc. – zespół Formuły 1, startujący w tej serii w latach 1969–1971.

## Historia
Pete Lovely był fabrycznym kierowcą Lotusa w Grand Prix Monako 1959.
W 1969 roku Lovely zakupił od Grahama Hilla Lotusa 49B i utworzył zespół Pete Lovely Volkswagen Inc. Sponsorem zespołu Lovely'ego był jego własny salon samochodowy Volkswagena. Nie odnosił jednak wówczas sukcesów, najlepiej finiszując na siódmej pozycji w Grand Prix Kanady 1969.

## Wyniki w Formule 1
| Legenda oznaczeń w tabelach wyników Wyświetl szablon na nowej stronie | Legenda oznaczeń w tabelach wyników Wyświetl szablon na nowej stronie                                                                     |
| Oznaczenie                                                            | Wyjaśnienie |
| --------------------------------------------------------------------- | --- |
| Złoty                                                                 | Zwycięzca lub mistrzostwo |
| Srebrny                                                               | 2. miejsce lub wicemistrzostwo |
| Brązowy                                                               | 3. miejsce lub II wicemistrzostwo |
| Zielony                                                               | Ukończył, punktował (w klasyfikacji generalnej, gdy zdobył co najmniej jeden punkt na przestrzeni sezonu, poza trzema powyższymi opcjami) |
| Niebieski                                                             | Ukończył, nie punktował (w klasyfikacji generalnej, gdy nie zdobył co najmniej jednego punktu na przestrzeni sezonu)                      |
| Czerwony                                                              | Nie zakwalifikował się (NZ) |
| Czerwony                                                              | Nie prekwalifikował się (NPK) |
| Różowy                                                                | Nie ukończył (NU) |
| Różowy                                                                | Niesklasyfikowany (NS) (w klasyfikacji generalnej, gdy nie został sklasyfikowany w żadnym wyścigu sezonu)                                 |
| Czarny                                                                | Zdyskwalifikowany (DK) |
| Czarny                                                                | Wykluczony (WYK/EX) |
| Biały                                                                 | Nie wystartował (NW) |
| Biały                                                                 | Kontuzjowany (K/INJ) |
| Biały                                                                 | Wyścig odwołany (OD/C) |
| Bez koloru                                                            | Został wycofany (WYC/WD) |
| Bez koloru                                                            | Nie przybył (NP/DNA) |
| Bez koloru                                                            | Nie brał udziału w treningach (NT/DNP) |
| Bez koloru                                                            | Nie został zgłoszony (–) |
| Pogrubienie                                                           | Start z pole position |
| Kursywa                                                               | Najszybsze okrążenie wyścigu |
| †                                                                     | Nie ukończył, ale jego rezultat został zaliczony ze względu na przejechanie więcej niż 90% dystansu wyścigu.                              |
| *                                                                     | Sezon w trakcie |
| 1/2/3                                                                 | Punktowana pozycja w sprincie kwalifikacyjnym                                                                                             |
| Lista systemów punktacji Formuły 1                                    | |

| Sezon | Samochód         | Silnik  | Opony | Kierowcy    | 1   | 2   | 3   | 4   | 5   | 6   | 7   | 8   | 9   | 10  | 11  | 12  | 13  |
| ----- | ---------------- | ------- | ----- | ----------- | --- | --- | --- | --- | --- | --- | --- | --- | --- | --- | --- | --- | --- |
| 1969  | Lotus 49B        | Ford V8 | F D   |             | ZAF | ESP | MCO | NLD | FRA | GBR | DEU | ITA | CND | USA | MEX |     |     |
| 1969  | Lotus 49B        | Ford V8 | F D   | Pete Lovely |     |     |     |     |     |     |     |     | 7   | NU  | 9   |     |     |
| 1970  | Lotus 49B        | Ford V8 | F     |             | ZAF | ESP | MCO | BEL | NLD | FRA | GBR | DEU | AUT | ITA | CND | USA | MEX |
| 1970  | Lotus 49B        | Ford V8 | F     | Pete Lovely |     | NW  |     | NW  | NZ  | NZ  | NS  |     |     |     |     | NZ  |     |
| 1971  | Lotus 69 Special | Ford V8 | F     |             | ZAF | ESP | MCO | NLD | FRA | GBR | DEU | AUT | ITA | CND | USA |     |     |
| 1971  | Lotus 69 Special | Ford V8 | F     | Pete Lovely |     |     |     |     |     |     |     |     |     | NS  | NS  |     |     |